# Bergshammarvapenboken

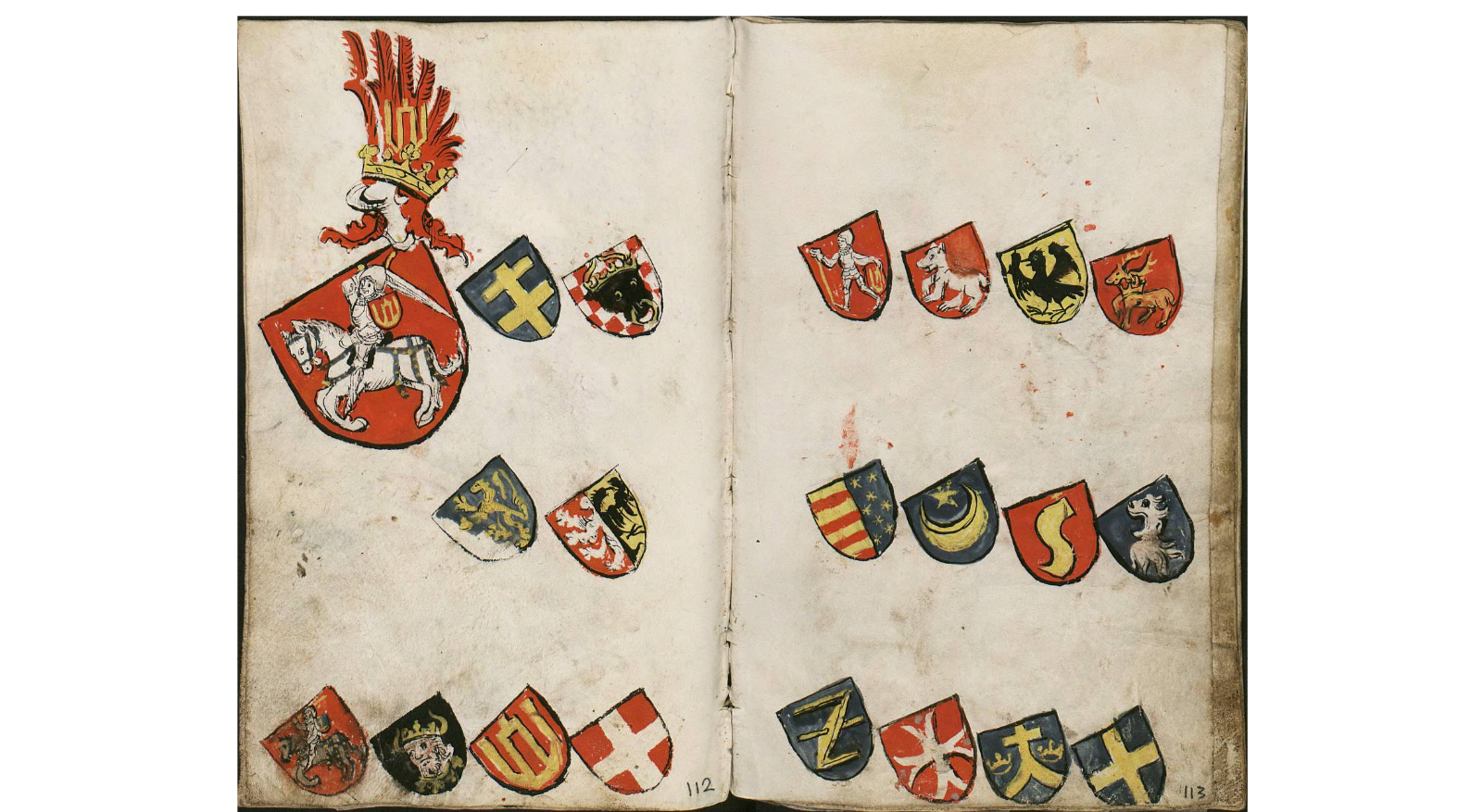
Sida ur Bergshammarvapenboken.

Bergshammarvapenboken eller Codex Bergshammar är en vapenbok från 1400-talet.